# Sergio Cariello
Sergio Cariello (Recife, Brasil, 23 de abril de 1964) es un dibujante de cómics brasileño-estadounidense. Ha trabajado para muchas de las principales editoriales de historietas a través de su carrera, incluyendo Marvel Comics y DC Comics, así como empresas independientes populares como CrossGen Comics y Dynamite Entertainment.

## Carrera
A los cinco años, sabía que quería ser dibujante de historietas. A los 11 años creó Frederico, el Detective, una tira cómica semanal para el periódico local. Él escribió y dibujó la tira entera hasta que tenía 14 años.
Cariello trabajó en su primer cómic, Dagon, the Worlds of HP Lovecraft, mientras que asistía a la Joe Kubert School of Cartoon and Graphic Art. Durante su segundo año en la escuela, Virginia Romita lo contrató como rotulista para Marvel, al mismo tiempo que dibujó para Daredevil y Marvel Comics Presents: Spellbound.
Cuando Pat Garrahay pasó de Marvel a DC Comics, le ofreció nuevos trabajos a Cariello en Deathstroke. En DC también trabajó en Guy Gardner, Steel, Wonder Woman, Green Lantern, The Flash, Young Heroes in Love, Blue Beetle, Batman y Azrael, entre otros.
Cuando el trabajo se alentó, consiguió un trabajo como profesor en la Kubert School y enseñó varios cursos durante más de siete años. Actualmente, Cariello dibujó The Lone Ranger de Dynamite Entertainment de 2006 a 2011. Trabajó también en la serie Son of Samson con el escritor Gary Martin para Zondervan. También ha ilustrado The Action Bible, una versión actualizada de The Picture Bible para David C. Cook Publishing, que fue lanzada el 1 de septiembre de 2010.